# الطواف العالمي لكرة المضرب النسائية برعاية الاتحاد الدولي لكرة المضرب – 2020 (يناير–مارس)
جولة الاتحاد الدولي لكرة المضرب العالمية للنساء هي نسخة عام 2020 من الجولة الثانية في لعبة كرة المضرب للمحترفات. تنظمها الاتحاد الدولي لكرة المضرب وهي درجة أقل من جولة رابطة محترفات التنس. يتضمن الطواف العالمي لكرة المضرب النسائية برعاية الاتحاد الدولي لكرة المضرب بطولات بجوائز مالية تتراوح من $15،000 إلى $100،000.

## المواسم
| مواسم الطواف العالمي لكرة المضرب النسائية برعاية الاتحاد الدولي لكرة المضرب | مواسم الطواف العالمي لكرة المضرب النسائية برعاية الاتحاد الدولي لكرة المضرب | مواسم الطواف العالمي لكرة المضرب النسائية برعاية الاتحاد الدولي لكرة المضرب | مواسم الطواف العالمي لكرة المضرب النسائية برعاية الاتحاد الدولي لكرة المضرب | مواسم الطواف العالمي لكرة المضرب النسائية برعاية الاتحاد الدولي لكرة المضرب | مواسم الطواف العالمي لكرة المضرب النسائية برعاية الاتحاد الدولي لكرة المضرب | مواسم الطواف العالمي لكرة المضرب النسائية برعاية الاتحاد الدولي لكرة المضرب | مواسم الطواف العالمي لكرة المضرب النسائية برعاية الاتحاد الدولي لكرة المضرب | مواسم الطواف العالمي لكرة المضرب النسائية برعاية الاتحاد الدولي لكرة المضرب | مواسم الطواف العالمي لكرة المضرب النسائية برعاية الاتحاد الدولي لكرة المضرب |
| تسعينيات القرن العشرين                                                      | تسعينيات القرن العشرين                                                      | تسعينيات القرن العشرين                                                      | تسعينيات القرن العشرين                                                      | تسعينيات القرن العشرين                                                      | تسعينيات القرن العشرين                                                      | تسعينيات القرن العشرين                                                      | تسعينيات القرن العشرين                                                      | تسعينيات القرن العشرين                                                      | تسعينيات القرن العشرين                                                      |
| --------------------------------------------------------------------------- | --------------------------------------------------------------------------- | --------------------------------------------------------------------------- | --------------------------------------------------------------------------- | --------------------------------------------------------------------------- | --------------------------------------------------------------------------- | --------------------------------------------------------------------------- | --------------------------------------------------------------------------- | --------------------------------------------------------------------------- | --------------------------------------------------------------------------- |
| 1994                                                                        | 1995                                                                        | 1995                                                                        | 1996                                                                        | 1997                                                                        | 1998                                                                        | 1999                                                                        |                                                                             |                                                                             |                                                                             |
| العقد الأول من القرن 21                                                     |                                                                             |                                                                             |                                                                             |                                                                             |                                                                             |                                                                             |                                                                             |                                                                             |                                                                             |
| 2000                                                                        | 2001                                                                        | 2002                                                                        | 2003                                                                        | 2004                                                                        | 2005                                                                        | 2006                                                                        | 2007                                                                        | 2008 الربع الأول · الربع الثاني · الربع الثالث                              | 2009                                                                        |
| العقد الثاني من القرن 21                                                    |                                                                             |                                                                             |                                                                             |                                                                             |                                                                             |                                                                             |                                                                             |                                                                             |                                                                             |
| 2010 الربع الأول · الربع الثاني · الربع الثالث · الربع الرابع               | 2011 الربع الأول · الربع الثاني · الربع الثالث · الربع الرابع               | 2012 الربع الأول · الربع الثاني · الربع الثالث · الربع الرابع               | 2013 الربع الأول · الربع الثاني · الربع الثالث · الربع الرابع               | 2014 الربع الأول · الربع الثاني · الربع الثالث · الربع الرابع               | 2015 الربع الأول · الربع الثاني · الربع الثالث · الربع الرابع               | 2016 الربع الأول · الربع الثاني · الربع الثالث · الربع الرابع               | 2017 الربع الأول · الربع الثاني · الربع الثالث · الربع الرابع               | 2018 الربع الأول · الربع الثاني · الربع الثالث · الربع الرابع               | 2019 الربع الأول · الربع الثاني · الربع الثالث · الربع الرابع               |
| العقد الثالث من القرن 21                                                    |                                                                             |                                                                             |                                                                             |                                                                             |                                                                             |                                                                             |                                                                             |                                                                             |                                                                             |
| 2020 الربع الأول · الربع الثاني · الربع الثالث · الربع الرابع               | 2021 الربع الأول · الربع الثاني · الربع الثالث · الربع الرابع               | 2022 الربع الأول · الربع الثاني · الربع الثالث · الربع الرابع               | 2023 الربع الأول · الربع الثاني · الربع الثالث · الربع الرابع               | 2024 الربع الأول · الربع الثاني · الربع الثالث · الربع الرابع               | 2025 الربع الأول · الربع الثاني · الربع الثالث · الربع الرابع               |                                                                             |                                                                             |                                                                             |                                                                             |

## المفتاح
| الفئات      |
| بطولات W100 |
| بطولات W80  |
| بطولات W60  |
| بطولات W25  |
| بطولات W15  |

## الأشهر

### يناير
| الأسبوع  | البطولة | الفائزات                                                       | الوصيفات                                      | المتأهلات لنصف النهائي                | المتأهلات لربع النهائي                                                     |
| -------- | --- | -------------------------------------------------------------- | --------------------------------------------- | ------------------------------------- | -------------------------------------------------------------------------- |
| 6 يناير  | بطولة كانبرا الدولية للتنس بنديجو، أستراليا ملعب صلب W25 قرعة المباريات الفردية والزوجية                    | ماجدالينا فريتش Walkover                                       | باتريسيا ماريا تيغ                            | أنكيتا رينا إيكاترين جورجودزي         | آنا بوندار ساتشيا فيكري شيهيرو موراماتسو كريستينا كوكوفا                   |
| 6 يناير  | بطولة كانبرا الدولية للتنس بنديجو، أستراليا ملعب صلب W25 قرعة المباريات الفردية والزوجية                    | أليسون باي جيمي فورليس 5–7، 6–4، [10–8]                        | آنا بوندار بيمرا أوزجن                        | أنكيتا رينا إيكاترين جورجودزي         | آنا بوندار ساتشيا فيكري شيهيرو موراماتسو كريستينا كوكوفا                   |
| 6 يناير  | دورة النساء التابعة للاتحاد الدولي للتنس - هونغ كونغ هونغ كونغ ملعب صلب W25 قرعة المباريات الفردية والزوجية | أناستاسيا كوماردينا 3–6، 6–4، 6–2                              | شون فانجينغ                                   | أكيكو أومي مويكا أوشيجيما             | يوديس تشونغ ليوني كونغ جانا فيت جونري ناميجاتا                             |
| 6 يناير  | دورة النساء التابعة للاتحاد الدولي للتنس - هونغ كونغ هونغ كونغ ملعب صلب W25 قرعة المباريات الفردية والزوجية | مانا أيوكاوا يوديس تشونغ 6–4، 6–3                              | موموكو كوبوري مي ياماغوتشي                    | أكيكو أومي مويكا أوشيجيما             | يوديس تشونغ ليوني كونغ جانا فيت جونري ناميجاتا                             |
| 6 يناير  | المنستير، تونس ملعب صلب W15 قرعة المباريات الفردية والزوجية                                                 | سابينا شاريبوفا 7–6(7–5)، 6–3                                  | مالوري نويل                                   | زيل ديساي أليس توبيلو                 | فيكتوريا مونتين مارتينا كوبكا أناستاسيا تيخونوفا لو أدلر                   |
| 6 يناير  | المنستير، تونس ملعب صلب W15 قرعة المباريات الفردية والزوجية                                                 | زيل ديساي أناستاسيا تيخونوفا 7–6(7–4)، 5–7، [10–5]             | بويانا مارينكوفيتش تيريزا ميهاليكوفا          | زيل ديساي أليس توبيلو                 | فيكتوريا مونتين مارتينا كوبكا أناستاسيا تيخونوفا لو أدلر                   |
| 6 يناير  | أنطاليا، تركيا ملعب ترابي W15 قرعة المباريات الفردية والزوجية                                               | زينب سونمز 6–3، 2–6، 6–3                                       | سافو ساكيلاريدي                               | آنا يوريك نيكول فوسا هويرجو           | أناستاسيا كوفاليفا أولكساندرا أوليينكوفا لوسيا كورتيز لوركا ديانا ديميدوفا |
| 6 يناير  | أنطاليا، تركيا ملعب ترابي W15 قرعة المباريات الفردية والزوجية                                               | أولكساندرا أوليينكوفا سافو ساكيلاريدي 6–2، 6–2                 | فاسيليسا أبوناسينكو نيكول فوسا هويرجو         | آنا يوريك نيكول فوسا هويرجو           | أناستاسيا كوفاليفا أولكساندرا أوليينكوفا لوسيا كورتيز لوركا ديانا ديميدوفا |
| 13 يناير | دايتونا بيتش، الولايات المتحدة ملعب ترابي W25 قرعة المباريات الفردية والزوجية                               | ماري بينوا 6–4، 6–0                                            | أندريا لازارو غارسيا                          | غيومار مارستاني غابرييلا تالابا       | يلينا إن-ألبون دلما جالفي دانييلا سيغيل أماندا كاريراس                     |
| 13 يناير | دايتونا بيتش، الولايات المتحدة ملعب ترابي W25 قرعة المباريات الفردية والزوجية                               | دلما جالفي كيمبرلي تسيمرمان 7–6(7–4)، 6–2                      | باولا أورمايتشيا برارثانا تومباري             | غيومار مارستاني غابرييلا تالابا       | يلينا إن-ألبون دلما جالفي دانييلا سيغيل أماندا كاريراس                     |
| 13 يناير | ماليبو، الولايات المتحدة ملعب صلب W25 قرعة المباريات الفردية والزوجية                                       | ناديه بودوروسكا 4–6، 6–3، 6–3                                  | كلير ليو                                      | آنا صوفيا سانشيز جيسيكا بييري         | أماندين هيس آنا دانيلينا كاثرين هاريسون هانا تشانغ                         |
| 13 يناير | ماليبو، الولايات المتحدة ملعب صلب W25 قرعة المباريات الفردية والزوجية                                       | لورا بيجوسي روزالي فان دير هوك 6–4، 7–6(7–4)                   | أستريد وانجا برون أولسن أناستازيا ياماكتشين   | آنا صوفيا سانشيز جيسيكا بييري         | أماندين هيس آنا دانيلينا كاثرين هاريسون هانا تشانغ                         |
| 13 يناير | القاهرة، مصر ملعب ترابي W15 قرعة المباريات الفردية والزوجية                                                 | سيندي برغر 6–1، 7–5                                            | آنا سيسكوفا                                   | جوليا ستاماتوفا لوسي وارغنييه         | شانتال شكاملوفا آنا مورجينا أناستازيا زولوتاريفا إيفا مارتينيز ريغالادو    |
| 13 يناير | القاهرة، مصر ملعب ترابي W15 قرعة المباريات الفردية والزوجية                                                 | هيلين شولتسين شانتال شكاملوفا 6–0، 6–4                         | صوفيا ديميترييفا فيكتوريا كالينينا            | جوليا ستاماتوفا لوسي وارغنييه         | شانتال شكاملوفا آنا مورجينا أناستازيا زولوتاريفا إيفا مارتينيز ريغالادو    |
| 13 يناير | فور دو فرانس، مارتينيك، فرنسا ملعب صلب W15 قرعة المباريات الفردية والزوجية                                  | أودري ألبي 6–3، 6–4                                            | مارين بارتود                                  | جولي جيرفيه ماجالي كيمبين             | لودميلا بنشيخ سلمى جوبري فاني أوستلوند مانون ليونارد                       |
| 13 يناير | فور دو فرانس، مارتينيك، فرنسا ملعب صلب W15 قرعة المباريات الفردية والزوجية                                  | أودري ألبي مارين بارتود 6–2، 7–6(7–3)                          | ألكسندرا ريلي جميلة سنيلس                     | جولي جيرفيه ماجالي كيمبين             | لودميلا بنشيخ سلمى جوبري فاني أوستلوند مانون ليونارد                       |
| 13 يناير | كانكون، المكسيك ملعب صلب W15 قرعة المباريات الفردية والزوجية                                                | صوفيا سوينغ 7–5، 6–0                                           | أنستاسيا سيسويفا                              | جويل كيسل إيما ديفيس                  | سابينا داداسيو آمي تشو جوستينا ميكولسكيت ماليكا رابولو                     |
| 13 يناير | كانكون، المكسيك ملعب صلب W15 قرعة المباريات الفردية والزوجية                                                | جوستينا ميكولسكيت ليان تران 6–2، 4–6، [10–7]                   | Victoria Rodríguez صوفيا سوينغ                | جويل كيسل إيما ديفيس                  | سابينا داداسيو آمي تشو جوستينا ميكولسكيت ماليكا رابولو                     |
| 13 يناير | المنستير، تونس ملعب صلب W15 قرعة المباريات الفردية والزوجية                                                 | فيكتوريا مونتين 6–1، 0–6، 7–6(7–5)                             | جودي بوراج                                    | غوزال آينيتدينوفا مالوري نويل         | زيل ديزاي أونا أوربانا مانو أركانجيولي سابينا شاريبوفا                     |
| 13 يناير | المنستير، تونس ملعب صلب W15 قرعة المباريات الفردية والزوجية                                                 | جودي بوراج تيريزا ميهاليكوفا 6–1، 6–2                          | مالوري نويل أونا أوربانا                      | غوزال آينيتدينوفا مالوري نويل         | زيل ديزاي أونا أوربانا مانو أركانجيولي سابينا شاريبوفا                     |
| 13 يناير | أنطاليا، تركيا ملعب ترابي W15 قرعة المباريات الفردية والزوجية                                               | نينا بوتوشنيك 6–3، 6–2                                         | تايسيا باتشكاليفا                             | كيارا شول كسينيا لاسكوتوفا            | هان جيانغشيو نيكول فوسا هيرجو ديانا ديميدوفا سيلفيا نجيريتش                |
| 13 يناير | أنطاليا، تركيا ملعب ترابي W15 قرعة المباريات الفردية والزوجية                                               | جيبك كولامباييفا ما يكزين 6–4، 6–2                             | كسينيا لاسكوتوفا آنا أوريكي                   | كيارا شول كسينيا لاسكوتوفا            | هان جيانغشيو نيكول فوسا هيرجو ديانا ديميدوفا سيلفيا نجيريتش                |
| 20 يناير | بيتي-بور، غوادلوب، فرنسا ملعب صلب W25 قرعة المباريات الفردية والزوجية                                       | ناديه بودوروسكا 7–5، 7–5                                       | هارموني تان                                   | إليونورا مولينارو ليوني كونغ          | أودري ألبي جولي جيرفيه ميرتل جورج فرانسيسكا جونز                           |
| 20 يناير | بيتي-بور، غوادلوب، فرنسا ملعب صلب W25 قرعة المباريات الفردية والزوجية                                       | لورا بيجوسي روزالي فان دير هوك 6–2، 6–1                        | ميلين هاليميه مانون ليونارد                   | إليونورا مولينارو ليوني كونغ          | أودري ألبي جولي جيرفيه ميرتل جورج فرانسيسكا جونز                           |
| 20 يناير | قازان، روسيا ملعب صلب (داخلي) W25 قرعة المباريات الفردية والزوجية                                           | أناستاسيا زاخاروفا 6–3، 6–2                                    | ديانا رادانوفيتش                              | فالنتيني جراماتيكوبولو ألينا شاريفا   | شاليمار تالبي تيسيا باتشكاليفا صوفيا لانسر أولغا دوروشينا                  |
| 20 يناير | قازان، روسيا ملعب صلب (داخلي) W25 قرعة المباريات الفردية والزوجية                                           | إيكاترينا ياشينا أناستاسيا زاخاروفا 6–2، 6–4                   | ناتيلا دزالاميدزه يانا سيزيكوفا               | فالنتيني جراماتيكوبولو ألينا شاريفا   | شاليمار تالبي تيسيا باتشكاليفا صوفيا لانسر أولغا دوروشينا                  |
| 20 يناير | فيرو بيتش، الولايات المتحدة ملعب ترابي W25 قرعة المباريات الفردية والزوجية                                  | دانييلا سيغيل 7–5، 6–4                                         | تيريزا مردجا                                  | ريناتا زارازوا دلما جالفي             | فرانسواز أبندا إيرين بورييو إسكوريهويلا باولا أورمايتشيا جيوأمار مارستاني  |
| 20 يناير | فيرو بيتش، الولايات المتحدة ملعب ترابي W25 قرعة المباريات الفردية والزوجية                                  | هسو تشيه يو بانا أودفاردي 7–5، 4–6، [10–7]                     | إيرين بورييو إسكوريهويلا أندريا لازارو غارسيا | ريناتا زارازوا دلما جالفي             | فرانسواز أبندا إيرين بورييو إسكوريهويلا باولا أورمايتشيا جيوأمار مارستاني  |
| 20 يناير | القاهرة، مصر ملعب ترابي W15 قرعة المباريات الفردية والزوجية                                                 | لوسي وارنييه 6–1، 2–6، 6–3                                     | شانتال شكاملوفا                               | غلوريا تشيسكي تمارا تشروفيتش          | هيلين شولسن جوليا ستاماتوفا أناستاسيا سوخوتينا ناستجا كولار                |
| 20 يناير | القاهرة، مصر ملعب ترابي W15 قرعة المباريات الفردية والزوجية                                                 | هيلين شولسن شانتال شكاملوفا 6–7(4–7)، 6–1، [10–7]              | كاميلا كيريمبايفا فيتاليا ستامات              | غلوريا تشيسكي تمارا تشروفيتش          | هيلين شولسن جوليا ستاماتوفا أناستاسيا سوخوتينا ناستجا كولار                |
| 20 يناير | شتوتغارت، ألمانيا ملعب صلب (داخلي) W15 قرعة المباريات الفردية والزوجية                                      | جوليا ترزييسكا 6–3، 6–4                                        | ديا هردجلاش                                   | سينا كراوس أنجيليكا موراتيلي          | دنيزا هيندوفا جوانا جارلاند آنا زيا مارين سوزتاك                           |
| 20 يناير | شتوتغارت، ألمانيا ملعب صلب (داخلي) W15 قرعة المباريات الفردية والزوجية                                      | ألينا فومينا أنجيليكا موراتيلي 7–5، 6–2                        | كارولينا بيرانكوفا فرانسيسكا خورخي            | سينا كراوس أنجيليكا موراتيلي          | دنيزا هيندوفا جوانا جارلاند آنا زيا مارين سوزتاك                           |
| 20 يناير | ليبايا (مدينة)، لاتفيا ملعب صلب (indoor) W15 قرعة المباريات الفردية والزوجية                                | إلزا توماسي 0–6، 6–3، 6–1                                      | كيرين ليموين                                  | فيكتوريا مورفايوفا إيلينا مالويجينا   | كاترين سار دانييلا فيسماني أنستاسيا كوليكوفا لينا غلشكو                    |
| 20 يناير | ليبايا (مدينة)، لاتفيا ملعب صلب (indoor) W15 قرعة المباريات الفردية والزوجية                                | كاتيارينا بولينكا إيكاترينا شاليموفا 4–6، 6–3، [12–10]         | فيرونيكا فالكوفيسكا مارتينا كوبكا             | فيكتوريا مورفايوفا إيلينا مالويجينا   | كاترين سار دانييلا فيسماني أنستاسيا كوليكوفا لينا غلشكو                    |
| 20 يناير | كانكون، المكسيك ملعب صلب W15 قرعة المباريات الفردية والزوجية                                                | أليكسا نويل 6–3، 6–2                                           | نيكا كوكهارتشوك                               | إيما ديفيس جوستينا ميكولسكيت          | أريان هارتونو ستايسي فونغ إيفا فيدر فونا كوزاكي                            |
| 20 يناير | كانكون، المكسيك ملعب صلب W15 قرعة المباريات الفردية والزوجية                                                | إيفا فيدر ستيفاني فيشر 6–3، 6–4                                | مايوكا أيكاوا أوتاكا كيشيجامي                 | إيما ديفيس جوستينا ميكولسكيت          | أريان هارتونو ستايسي فونغ إيفا فيدر فونا كوزاكي                            |
| 20 يناير | ماناكور، إسبانيا ملعب صلب W15 قرعة المباريات الفردية والزوجية                                               | إيوانا لوريدانا روسكا 6–4، 6–1                                 | روزا فيسينس ماس                               | مارغو ييروليموس خيسيكا بوزاس مانيرو   | ألبا كارييو مارين أليز ليم ميرا أنتونيتش أليس روبيه                        |
| 20 يناير | ماناكور، إسبانيا ملعب صلب W15 قرعة المباريات الفردية والزوجية                                               | نينا ستادلر مارغو ييروليموس 2–6، 6–3، [10–5]                   | ماريا مارفوتينا كاميلا روساتييلو              | مارغو ييروليموس خيسيكا بوزاس مانيرو   | ألبا كارييو مارين أليز ليم ميرا أنتونيتش أليس روبيه                        |
| 20 يناير | المنستير، تونس ملعب صلب W15 قرعة المباريات الفردية والزوجية                                                 | غوزال أينييتدينوفا 6–2، 6–4                                    | يوليا هاتوكا                                  | أونا أوربانا جيسيكا ماليشكوفا         | مريم كولودجييوفا تيريزا ميهاليكوفا آنا كوباريفا شينغ كينوين                |
| 20 يناير | المنستير، تونس ملعب صلب W15 قرعة المباريات الفردية والزوجية                                                 | يوليا هاتوكا تيريزا ميهاليكوفا 6–4، 6–2                        | غوزال أينييتدينوفا يكاتيرينا دميتريتشينكو     | أونا أوربانا جيسيكا ماليشكوفا         | مريم كولودجييوفا تيريزا ميهاليكوفا آنا كوباريفا شينغ كينوين                |
| 20 يناير | أنطاليا، تركيا ملعب ترابي W15 قرعة المباريات الفردية والزوجية                                               | فاليريا أوليانوفيسكايا 6–0، 6–2                                | سيلفيا نجيريتش                                | أنيا ويلدغروبر جيبيك كولامبايفا       | أناستاسيا نيفيدوفا ما يكسين هونكا كوباياشي مارينا يودانوف                  |
| 20 يناير | أنطاليا، تركيا ملعب ترابي W15 قرعة المباريات الفردية والزوجية                                               | جورجيا كراتشون أندريا بريساكارو 7–5، 7–5                       | مارتينا كولميغنا سيلفيا نجيريتش               | أنيا ويلدغروبر جيبيك كولامبايفا       | أناستاسيا نيفيدوفا ما يكسين هونكا كوباياشي مارينا يودانوف                  |
| 27 يناير | البطولة الدولية في بورني بورني، أستراليا ملعب صلب W60 قرعة الفردي – قرعة الزوجي                             | ماديسون إنغليس 2–6، 3–6، 5–7                                   | ساتشيا فيكري                                  | إيفانا بوبوفيتش بولا بادوسا           | شيهيرو موراماتسو ليزيت كابريرا آبي مايرز كاميلا راخيموفا                   |
| 27 يناير | البطولة الدولية في بورني بورني، أستراليا ملعب صلب W60 قرعة الفردي – قرعة الزوجي                             | إيلين بيريز ستورم ساندرز 6–3، 2–6                              | ديزيريه كراوتشيك آسيا محمد                    | إيفانا بوبوفيتش بولا بادوسا           | شيهيرو موراماتسو ليزيت كابريرا آبي مايرز كاميلا راخيموفا                   |
| 27 يناير | بطولة أندرزيه بوتيون المفتوحة 42 أندرزيه بوتيون، فرنسا ملعب صلب (داخلي) W60 قرعة الفردي – قرعة الزوجي       | يساليني بونافنتور 6–4، 6–7(3–7)                                | أرانتشا روس                                   | أولجا جوفورتسوفا ناتاليا فيكليانتسيفا | نينا ستويانوفيتش ماجدالينا فريتش ريبيكا سرامكوفا آنا لينا فريدسام          |
| 27 يناير | بطولة أندرزيه بوتيون المفتوحة 42 أندرزيه بوتيون، فرنسا ملعب صلب (داخلي) W60 قرعة الفردي – قرعة الزوجي       | جاكلين كريستيان إيلينا غابرييلا روس 7–6(6–8)، 6–7(7–4)، [8–10] | إيكاترين جورجودزي رالوكا شيربان               | أولجا جوفورتسوفا ناتاليا فيكليانتسيفا | نينا ستويانوفيتش ماجدالينا فريتش ريبيكا سرامكوفا آنا لينا فريدسام          |
| 27 يناير | نونثابوري، تايلاند ملعب صلب W25 قرعة المباريات الفردية والزوجية                                             | أنكيتا رينا 3–6، 5–7                                           | كلوي باكيوت                                   | ليوني كونغ وانغ شينيو                 | سوبابيتش كيورام سيمونا والترت أكجول أمانمورادوف باتشارين شيبشانديج         |
| 27 يناير | نونثابوري، تايلاند ملعب صلب W25 قرعة المباريات الفردية والزوجية                                             | أنكيتا راينا بيبيان ويجيرس 6–4، 6–2                            | سوبابيتش كيورام مانانشايا ساوانجكاو           | ليوني كونغ وانغ شينيو                 | سوبابيتش كيورام سيمونا والترت أكجول أمانمورادوف باتشارين شيبشانديج         |
| 27 يناير | القاهرة، مصر ملعب ترابي W15 قرعة المباريات الفردية والزوجية                                                 | أنستاسيا زولوتاريفا 4–6، 6–4، 6–0                              | تمارا تشروفيتش                                | غيثة عتيق شانتال شكاملوفا             | فيتاليا ستامات فاني أوستلند أنجيليكا شابوفالوفا أنيك ميلجرز                |
| 27 يناير | القاهرة، مصر ملعب ترابي W15 قرعة المباريات الفردية والزوجية                                                 | تمارا تشروفيتش إلينا ميلوفانوفيتش 6–2، 2–6، [10–2]             | آنا مورجينا أنستاسيا زولوتاريفا               | غيثة عتيق شانتال شكاملوفا             | فيتاليا ستامات فاني أوستلند أنجيليكا شابوفالوفا أنيك ميلجرز                |
| 27 يناير | كانكون، المكسيك ملعب صلب W15 قرعة المباريات الفردية والزوجية                                                | إنجريد جامارا مارتينس 6–3، 6–2                                 | تايلور إنج                                    | أليكسا نويل إيفا فيدر                 | بيج كلاين إدواردا بياي جويل كيسيل إليس لافندر                              |
| 27 يناير | كانكون، المكسيك ملعب صلب W15 قرعة المباريات الفردية والزوجية                                                | فيرينا ميليس إليسا فانلانجدونك 6–2، 6–2                        | هند عبد الواحد ستايسي فونغ                    | أليكسا نويل إيفا فيدر                 | بيج كلاين إدواردا بياي جويل كيسيل إليس لافندر                              |
| 27 يناير | ماناكور، إسبانيا ملعب صلب W15 قرعة المباريات الفردية والزوجية                                               | مينا هودزيتش 0–6، 3–6                                          | فالنتينا رايزر                                | مارغو ييروليموس ماريا مارفوتينا       | أليس روب أليز ليم كارين كينيل كاميلا روزاتيلو                              |
| 27 يناير | ماناكور، إسبانيا ملعب صلب W15 قرعة المباريات الفردية والزوجية                                               | سوزان لامنس نينا ستادلر 6–4، 1–6، [6–10]                       | ماريا مارفوتينا كاميلا روزاتيلو               | مارغو ييروليموس ماريا مارفوتينا       | أليس روب أليز ليم كارين كينيل كاميلا روزاتيلو                              |
| 27 يناير | المنستير، تونس ملعب صلب W15 قرعة المباريات الفردية والزوجية                                                 | يوليا هاتوك 1–6، 2–6                                           | ييسيكا ماليتشكوفا                             | نوا لياو فونج جوزال أينيتدينوفا       | سينجا كراوس فريديريكا روسي مارغو أورانج نوريا برانكاتشيو                   |
| 27 يناير | المنستير، تونس ملعب صلب W15 قرعة المباريات الفردية والزوجية                                                 | نوريا برانكاتشيو فريديريكا روسي 7–5، 3–6، [5–10]               | مريام كولودزيجوفا ييسيكا ماليتشكوفا           | نوا لياو فونج جوزال أينيتدينوفا       | سينجا كراوس فريديريكا روسي مارغو أورانج نوريا برانكاتشيو                   |
| 27 يناير | أنطاليا، تركيا ملعب ترابي W15 قرعة المباريات الفردية والزوجية                                               | جورجيا كرسيون 6–2، 3–6، 3–6                                    | تارا ويرث                                     | أندريا روسكا سابفو ساكيلاريدي         | أندريا بريساكاريو أياكا أوكونو أنجا ويلدجرابر أورا زورانتيشي               |
| 27 يناير | أنطاليا، تركيا ملعب ترابي W15 قرعة المباريات الفردية والزوجية                                               | جيبيك كولامبايفا ما ييكسين 4–6، 6–1، [4–10]                    | أياكا أوكونو جوليت ستوير                      | أندريا روسكا سابفو ساكيلاريدي         | أندريا بريساكاريو أياكا أوكونو أنجا ويلدجرابر أورا زورانتيشي               |

### فبراير
| الأسبوع   | البطولة | الفائزات                                                    | الوصيفات                                  | المتأهلات لنصف النهائي                  | المتأهلات لربع النهائي                                                    |
| --------- | --- | ----------------------------------------------------------- | ----------------------------------------- | --------------------------------------- | ------------------------------------------------------------------------- |
| 3 فبراير  | داو تنس كلاسيك ميدلاند، الولايات المتحدة ملعب صلب (indoor) W100 قرعة المباريات الفردية – قرعة المباريات الزوجية | شيلبي روجرز انسحاب                                          | أنهيلينا كالينينا                         | إيرينا فالكوني جيمي لويب                | جابرييلا تالابا يانينا ويكماير كاثرين هاريسون كاتي ماكنالي                |
| 3 فبراير  | داو تنس كلاسيك ميدلاند، الولايات المتحدة ملعب صلب (indoor) W100 قرعة المباريات الفردية – قرعة المباريات الزوجية | كارولين دولهايد ماريا سانشيز 6–3، 6–4                       | فاليريا سافينيخ يانينا ويكماير            | إيرينا فالكوني جيمي لويب                | جابرييلا تالابا يانينا ويكماير كاثرين هاريسون كاتي ماكنالي                |
| 3 فبراير  | لونسيستون إنترناشونال لاونسستون، أستراليا ملعب صلب W25 قرعة المباريات الفردية والزوجية                          | آسيا محمد 6–4، 6–3                                          | ديستاني أيافا                             | أيانو شيميزو ساتشيا فيكري               | فاني ستولار آبي مايرز ناهو ساتو آمبر مارشال                               |
| 3 فبراير  | لونسيستون إنترناشونال لاونسستون، أستراليا ملعب صلب W25 قرعة المباريات الفردية والزوجية                          | أليسون باي جيمي فورليس 7–6(7–4)، 6–3                        | أليسيا سميث أبيجيل تير-أبيسه              | أيانو شيميزو ساتشيا فيكري               | فاني ستولار آبي مايرز ناهو ساتو آمبر مارشال                               |
| 3 فبراير  | ترنافا، سلوفاكيا ملعب صلب W25 قرعة المباريات الفردية والزوجية                                                   | صوفيا لانسر 6–2، 6–3                                        | لينا جورشيكا                              | فيكتوريا كان فلادا كوفال                | رالوكا سربيان إيرينا خروماتشيفا ألكسندرا كادانتو كريستينا كوكوفا          |
| 3 فبراير  | ترنافا، سلوفاكيا ملعب صلب W25 قرعة المباريات الفردية والزوجية                                                   | مريم كولودجيجوفا لورا أيوانا بار 6–1، 6–1                   | فيكتوريا كان جانا بوزنيكھيرينكو           | فيكتوريا كان فلادا كوفال                | رالوكا سربيان إيرينا خروماتشيفا ألكسندرا كادانتو كريستينا كوكوفا          |
| 3 فبراير  | نونثبوري، تايلاند ملعب صلب W25 قرعة المباريات الفردية والزوجية                                                  | إيرينا فيتيكاو 6–3، 0–0 انسحب                               | باتريسيا ماريا تيغ                        | جودي بوراج كاتارزينا كاوا               | بينجتارن بليبويتش نيكوليتا داسكالو بيبيان ويجيرس ليوني كونغ               |
| 3 فبراير  | نونثبوري، تايلاند ملعب صلب W25 قرعة المباريات الفردية والزوجية                                                  | أنكيتا راينا بيبيان ويجيرس 6–2، 3–6، [10–7]                 | مياابي إينوي كانغ جياكي                   | جودي بوراج كاتارزينا كاوا               | بينجتارن بليبويتش نيكوليتا داسكالو بيبيان ويجيرس ليوني كونغ               |
| 3 فبراير  | كانكون، المكسيك ملعب صلب W15 قرعة المباريات الفردية والزوجية                                                    | إنغريد غامارا مارتينز 6–7(4–7)، 7–5، 6–4                    | فيرينا ميليس                              | ناثلي كوراتا داشا إيفانوفا              | ثايسا غرانا بيدريتي سيلفيا أمبروسيو مايوكا آيكاوا إدواردا بياي            |
| 3 فبراير  | كانكون، المكسيك ملعب صلب W15 قرعة المباريات الفردية والزوجية                                                    | إنغريد غامارا مارتينز ثايسا غرانا بيدريتي 6–2، 6–2          | إليونوري تشاكاروفا فيرجيني تشاكاروفا      | ناثلي كوراتا داشا إيفانوفا              | ثايسا غرانا بيدريتي سيلفيا أمبروسيو مايوكا آيكاوا إدواردا بياي            |
| 3 فبراير  | بالما نوفا، إسبانيا ملعب ترابي W15 قرعة المباريات الفردية والزوجية                                              | آنا سيسكوفا 6–3، 6–1                                        | ألبا ري غارسيا                            | إيفون كافالي رييميرز لوسيا كورتيس لوركا | أنجيلا فيتا بولودا ماريا غوتيريز كارسكو جيما لايرون نافارو داريا كراسنوفا |
| 3 فبراير  | بالما نوفا، إسبانيا ملعب ترابي W15 قرعة المباريات الفردية والزوجية                                              | إيفون كافالي رييميرز أنجيلا فيتا بولودا 6–2، 7–6(7–5)       | سيليا سيرفينو رويز ماريا غوتيريز كارسكو   | إيفون كافالي رييميرز لوسيا كورتيس لوركا | أنجيلا فيتا بولودا ماريا غوتيريز كارسكو جيما لايرون نافارو داريا كراسنوفا |
| 3 فبراير  | المنستير، تونس ملعب صلب W15 قرعة المباريات الفردية والزوجية                                                     | ماريا تيموفيفا 7–5، 6–4                                     | كارين كنيل                                | مارجو أورانج أرليندا روشيتي             | جوليا بايولا لوسيا ليناريز جيسيكا بوزاس مانيرو سيبستيانا سيليبوطي         |
| 3 فبراير  | المنستير، تونس ملعب صلب W15 قرعة المباريات الفردية والزوجية                                                     | أناستاسيا بريبلوفا أناستاسيا تيخونوفا 5–7، 7–6(7–4)، [10–4] | كاثارينا هيرينغ ليزا بونومر               | مارجو أورانج أرليندا روشيتي             | جوليا بايولا لوسيا ليناريز جيسيكا بوزاس مانيرو سيبستيانا سيليبوطي         |
| 3 فبراير  | أنطاليا، تركيا ملعب ترابي W15 قرعة المباريات الفردية والزوجية                                                   | أندريا روسكا 6–4، 7–5                                       | أناستاسيا نيفيدوفا                        | ناتاليا سيدليكا جيبيك كولامباييفا       | جولييت ستوير أوليكساندرا أولينيكوفا فيديريكا أرسيدياتشونو سافو ساكيلاريدي |
| 3 فبراير  | أنطاليا، تركيا ملعب ترابي W15 قرعة المباريات الفردية والزوجية                                                   | هان جيانغشيو آياكا أوكونو 4–6، 6–3، [14–12]                 | ناتاليا سيدليكا جولييت ستوير              | ناتاليا سيدليكا جيبيك كولامباييفا       | جولييت ستوير أوليكساندرا أولينيكوفا فيديريكا أرسيدياتشونو سافو ساكيلاريدي |
| 10 فبراير | Zed Tennis Open القاهرة، مصر ملعب صلب W100 Singles Draw – Doubles Draw                                          | ايرينا كاميليا باغو 6–4، 3–6، 6–2                           | لسيا تسورينكو                             | أرانتشا روس أليونا بولسوفا              | كرامي نارا لارا أروابارينا أناستاسيا جاسانوفا مارتينا تريفيسان            |
| 10 فبراير | Zed Tennis Open القاهرة، مصر ملعب صلب W100 Singles Draw – Doubles Draw                                          | ألكسندرا كرونتش كاتارزينا بيتر 6–4، 6–2                     | أرانتشا روس ميار شريف                     | أرانتشا روس أليونا بولسوفا              | كرامي نارا لارا أروابارينا أناستاسيا جاسانوفا مارتينا تريفيسان            |
| 10 فبراير | Kentucky Open نيكولاسفيل، الولايات المتحدة ملعب صلب (داخلي) W100 Singles Draw – Doubles Draw                    | أولجا جوفورتسوفا 6–4، 6–4                                   | كلير ليو                                  | فرانسواز أبندا ماديسون برينجل           | ماري بوزكوفا جابريلا تالابا يانينا ويكماير منى بارثل                      |
| 10 فبراير | Kentucky Open نيكولاسفيل، الولايات المتحدة ملعب صلب (داخلي) W100 Singles Draw – Doubles Draw                    | كوين جليسون كاثرين هاريسون 7–5، 6–2                         | هيلي بابتيست ويتني أوسويجوي               | فرانسواز أبندا ماديسون برينجل           | ماري بوزكوفا جابريلا تالابا يانينا ويكماير منى بارثل                      |
| 10 فبراير | غرونوبل، فرنسا ملعب صلب (داخلي) W25 قرعة المباريات الفردية والزوجية                                             | كلارا بوريل 5–7، 7–5، 6–2                                   | إليونورا مولينارو                         | هارموني تان كاتي بولتر                  | سوزان بانديتشي أماندين هيس إلسا جاكيموت غاييل ديسبيرييه                   |
| 10 فبراير | غرونوبل، فرنسا ملعب صلب (داخلي) W25 قرعة المباريات الفردية والزوجية                                             | أماندين هيس إليكسين ليشيميا 6–3، 4–6، [13–11]               | سامانثا موراي (تنس) جوليا واشاتسيك        | هارموني تان كاتي بولتر                  | سوزان بانديتشي أماندين هيس إلسا جاكيموت غاييل ديسبيرييه                   |
| 10 فبراير | ترنافا، سلوفاكيا ملعب صلب W25 قرعة المباريات الفردية والزوجية                                                   | جاكلين كريستيان 6–1، 4–2، تقاعد.                            | صوفيا لانسيري                             | فيكتوريا كان جانا فيت                   | ديا هردجلاش جوليا غراير لوسي هراديكا إيرينا خروماتشيفا                    |
| 10 فبراير | ترنافا، سلوفاكيا ملعب صلب W25 قرعة المباريات الفردية والزوجية                                                   | آنا بوندرا تيريزا ميهاليكوفا 6–4، 6–4                       | أمينة أنشبها أناستاسيا ديتيوك             | فيكتوريا كان جانا فيت                   | ديا هردجلاش جوليا غراير لوسي هراديكا إيرينا خروماتشيفا                    |
| 10 فبراير | كاندية، اليونان ملعب ترابي W15 قرعة المباريات الفردية والزوجية                                                  | مارتينا سبيغاريلي 6–2، 6–2                                  | مارتينا كولمينيا                          | هيلين بيليكانو رومي كولزر               | بولينا ليكينا لارا بانفيلوف دليلا سبيتيري أولغا هيلمي                     |
| 10 فبراير | كاندية، اليونان ملعب ترابي W15 قرعة المباريات الفردية والزوجية                                                  | مارتينا كولمينيا دليلا سبيتيري 4–6، 6–0، [10–6]             | أيوانا غاسبار إيفان رومي كولزر            | هيلين بيليكانو رومي كولزر               | بولينا ليكينا لارا بانفيلوف دليلا سبيتيري أولغا هيلمي                     |
| 10 فبراير | كانكون، المكسيك ملعب صلب W15 قرعة المباريات الفردية والزوجية                                                    | ماريا لورديس كارلي 6–4، 6–0                                 | داشا إيفانوفا                             | تايسا غرانا بيدريتي ليوليا جانجين       | إدواردا بياي مايوكا آيكاوا ألكساندرا يبيفانوفا فانيسا أونغ                |
| 10 فبراير | كانكون، المكسيك ملعب صلب W15 قرعة المباريات الفردية والزوجية                                                    | كارولينا ألفيس أندريا غاميز 5–7، 6–2، [11–9]                | تيفاني فيكي ليوليا جانجين                 | تايسا غرانا بيدريتي ليوليا جانجين       | إدواردا بياي مايوكا آيكاوا ألكساندرا يبيفانوفا فانيسا أونغ                |
| 10 فبراير | هاميلتون، نيوزيلندا ملعب صلب W15 قرعة المباريات الفردية والزوجية                                                | إيري شيمازو 6–4، 0–6، 6–3                                   | بارك سو هيون                              | كاثرين ويستبوري إميلي فانينغ            | تمارا براد إتزاكي فيفيان يانغ ماجي نغ سيبستيياني ليون                     |
| 10 فبراير | هاميلتون، نيوزيلندا ملعب صلب W15 قرعة المباريات الفردية والزوجية                                                | إميلي فانينغ إيرين روتليف 6–3، 6–1                          | سيبستيياني ليون ماجي نغ                   | كاثرين ويستبوري إميلي فانينغ            | تمارا براد إتزاكي فيفيان يانغ ماجي نغ سيبستيياني ليون                     |
| 10 فبراير | المنستير، تونس ملعب صلب W15 قرعة المباريات الفردية والزوجية                                                     | ايلونا غهورواي 7–5، 6–1                                     | ماريا تيموفيفا                            | اناستاسيا تيخونوفا انجلينا كاليطا       | غابرييلا تايلور فيفيان فولف جاكلين كاباج اواد إليز مالوني                 |
| 10 فبراير | المنستير، تونس ملعب صلب W15 قرعة المباريات الفردية والزوجية                                                     | ميلين هالمياي مانون ليونارد 1–6، 6–3، [10–6]                | ايلونا غهورواي اناستاسيا بريبلوفا         | اناستاسيا تيخونوفا انجلينا كاليطا       | غابرييلا تايلور فيفيان فولف جاكلين كاباج اواد إليز مالوني                 |
| 10 فبراير | أنطاليا، تركيا ملعب ترابي W15 قرعة المباريات الفردية والزوجية                                                   | جوليت ستوير 6–3، 4–6، 6–4                                   | هان جيانكسو                               | الينا افانسيان انيتا هوساريتش           | نينا ستادلر انري ناغاتا ميليس سيزر مارجريتا اجناتجيفا                     |
| 10 فبراير | أنطاليا، تركيا ملعب ترابي W15 قرعة المباريات الفردية والزوجية                                                   | تم إلغاء مسابقة الزوجي بسبب الظروف الجوية السيئة            |                                           | الينا افانسيان انيتا هوساريتش           | نينا ستادلر انري ناغاتا ميليس سيزر مارجريتا اجناتجيفا                     |
| 17 فبراير | زد تنس اوبن II القاهرة، مصر ملعب صلب W60 قرعة فردية – قرعة زوجية                                                | مارتا كوستيوك 6–1، 6–0                                      | أليونا بولسوفا                            | تيريزا مردجا داريا سنيغور               | فيتاليا دياتشينكو فيكتوريا كان إيلينا غابرييلا روس إيزابيلا شنيكوفا       |
| 17 فبراير | زد تنس اوبن II القاهرة، مصر ملعب صلب W60 قرعة فردية – قرعة زوجية                                                | مارتا كوستيوك كاميلا راخيموفا 6–3، 2–6، [10–6]              | بولا كانيا أناستاسيا شوسينا               | تيريزا مردجا داريا سنيغور               | فيتاليا دياتشينكو فيكتوريا كان إيلينا غابرييلا روس إيزابيلا شنيكوفا       |
| 17 فبراير | بطولة اليابان للتنس الداخلي شمادزو كيوتو، اليابان ملعب صلب (indoor) W60 قرعة فردية – قرعة زوجية                 | سون فانغيينغ 3–6، 6–3، 7–6(8–6)                             | أندي دي فرومي                             | وانغ شينيو إيرينا هياشي                 | أيانو شيميزو كانغ جياقي أكيكو أوماي ريزا أوشيجيما                         |
| 17 فبراير | بطولة اليابان للتنس الداخلي شمادزو كيوتو، اليابان ملعب صلب (indoor) W60 قرعة فردية – قرعة زوجية                 | إيرينا هياشي ميوكا أوتشجيما 7–5، 5–7، [10–6]                | هسيه شو يينغ مينوري يونيهارا              | وانغ شينيو إيرينا هياشي                 | أيانو شيميزو كانغ جياقي أكيكو أوماي ريزا أوشيجيما                         |
| 17 فبراير | برث، أستراليا ملعب صلب W25 قرعة المباريات الفردية والزوجية                                                      | ماديسون إنغليس 6–4، 7–6(7–4)                                | ديستاني أيافا                             | شيهو أكيتا أبيجيل تيري-أبسا             | ليوني كونغ إيرينا رامياليسون آسيا محمد ساكورا هوصوغي                      |
| 17 فبراير | برث، أستراليا ملعب صلب W25 قرعة المباريات الفردية والزوجية                                                      | كاناكو موريزاكي إريكا سما 7–5، 6–4                          | جيمي فورليس ايرين روتليف                  | شيهو أكيتا أبيجيل تيري-أبسا             | ليوني كونغ إيرينا رامياليسون آسيا محمد ساكورا هوصوغي                      |
| 17 فبراير | جودبور، الهند ملعب صلب W25 قرعة المباريات الفردية والزوجية                                                      | أنكيتا راينا 7–5، 6–1                                       | بيرفو جينجيز                              | نودنيدا لوانجنام فرانسيسكا جونز         | ريا باتيا روتوجا بسالي ميابي إينو جودي بوراج                              |
| 17 فبراير | جودبور، الهند ملعب صلب W25 قرعة المباريات الفردية والزوجية                                                      | روتوجا بسالي ميابي إينو 4–6، 6–4، [10–8]                    | سنيهل مان أنكيتا راينا                    | نودنيدا لوانجنام فرانسيسكا جونز         | ريا باتيا روتوجا بسالي ميابي إينو جودي بوراج                              |
| 17 فبراير | GB Pro-Series Glasgow غلاسكو، المملكة المتحدة ملعب صلب (indoor) W25 قرعة المباريات الفردية والزوجية             | كلارا تاوسون 6–4، 6–0                                       | فيكتوريا توموفا                           | ماري بينوا كلارا بوريل                  | نوريا باريزاس دياز يانا فيت مارجو ييروليموس لورا إيوانا بار               |
| 17 فبراير | GB Pro-Series Glasgow غلاسكو، المملكة المتحدة ملعب صلب (indoor) W25 قرعة المباريات الفردية والزوجية             | ميرتل جورج كيمبرلي زيمرمان 7–6(7–2)، 7–6(7–5)               | لارا سالدن كلارا تاوسون                   | ماري بينوا كلارا بوريل                  | نوريا باريزاس دياز يانا فيت مارجو ييروليموس لورا إيوانا بار               |
| 17 فبراير | هيراكليون، اليونان ملعب ترابي W15 قرعة المباريات الفردية والزوجية                                               | داليلا سبيرتيري 6–4، 6–1                                    | مارتينا سبيجاريللي                        | بولينا ليكينا أرينا فاسيليسو            | تاتيانا بييري لورا سفاتيكا مارجو روفروي كيارا شول                         |
| 17 فبراير | هيراكليون، اليونان ملعب ترابي W15 قرعة المباريات الفردية والزوجية                                               | تاتيانا بييري داليلا سبيرتيري 7–6(7–3)، 6–1                 | نوريا برانشاشيو أولغا هلمي                | بولينا ليكينا أرينا فاسيليسو            | تاتيانا بييري لورا سفاتيكا مارجو روفروي كيارا شول                         |
| 17 فبراير | كانكون، المكسيك ملعب صلب W15 قرعة المباريات الفردية والزوجية                                                    | قالب:بيانات بلد فنزويا أندريا غاميز 7-6(7-5)، 5-7، 0-6      | كارولينا ألفيس                            | تايسا غرنا بيدريتي ماريا لورديس كارلي   | أوجينيا جانجا ليوليا جانجين كاترينا كوزاروف جوان زوغر                     |
| 17 فبراير | كانكون، المكسيك ملعب صلب W15 قرعة المباريات الفردية والزوجية                                                    | ماريا لورديس كارلي تايسا غرنا بيدريتي انسحاب                | كندرا بنش كاترينا كوزاروف                 | تايسا غرنا بيدريتي ماريا لورديس كارلي   | أوجينيا جانجا ليوليا جانجين كاترينا كوزاروف جوان زوغر                     |
| 17 فبراير | المنستير، تونس ملعب صلب W15 قرعة المباريات الفردية والزوجية                                                     | كارول مونيت 6-4، 1-6، 2-6                                   | فالنتينا رايزر                            | دانييلا فيسماني أديثيا كارونارتني       | غابرييلا تايلور نوا لياو أ فونغ جاكلين كاباج أواد ماريا بوندارينكو        |
| 17 فبراير | المنستير، تونس ملعب صلب W15 قرعة المباريات الفردية والزوجية                                                     | جولي بيلجرافر مايلين هاليمياي 6-2، 1-6، [4-10]              | بيتيا أرشينكوفا جيرجانا توبالوفا          | دانييلا فيسماني أديثيا كارونارتني       | غابرييلا تايلور نوا لياو أ فونغ جاكلين كاباج أواد ماريا بوندارينكو        |
| 17 فبراير | أنطاليا، تركيا ملعب ترابي W15 قرعة المباريات الفردية والزوجية                                                   | نينا بوتوشنيك 3-6، 2-6                                      | جوليا ستاماتوفا                           | ماريا فرناندا هيرازو يوليانا ليزارازو   | سافو ساكيلاريدي سيلفيا نجيريتش أناستازيا نيفيدوفا ليوبوف كوستنكو          |
| 17 فبراير | أنطاليا، تركيا ملعب ترابي W15 قرعة المباريات الفردية والزوجية                                                   | يوليانا ليزارازو أورورا زانتيدشي 6-2، 7-5، [4-10]           | جو ميكي هان جيانغشو                       | ماريا فرناندا هيرازو يوليانا ليزارازو   | سافو ساكيلاريدي سيلفيا نجيريتش أناستازيا نيفيدوفا ليوبوف كوستنكو          |
| 24 فبراير | بيرث، أستراليا ملعب صلب W25 قرعة المباريات الفردية والزوجية                                                     | شيهو أكيتا 6–3، 6–3                                         | إيرينا رامياليسون                         | جنيفر إيلي ديستاني أيافا                | أبيجيل تير-أبيسا بارك سو-هيون آسيا محمد ليوني كونغ                        |
| 24 فبراير | بيرث، أستراليا ملعب صلب W25 قرعة المباريات الفردية والزوجية                                                     | كاناكو موريساكي إريكا سما 6–1، 4–6، [10–7]                  | بيدج هوريجان أبيجيل تير-أبيسا             | جنيفر إيلي ديستاني أيافا                | أبيجيل تير-أبيسا بارك سو-هيون آسيا محمد ليوني كونغ                        |
| 24 فبراير | مشكون، فرنسا ملعب صلب (indoor) W25 قرعة المباريات الفردية والزوجية                                              | أوسيان دودان 3–6، 6–1، 6–3                                  | جيسيكا بونشيه                             | هارموني تان فيرا لابكو                  | جاكلين كريستيان ميرتل جورج ديانا مارسنكفيتشا مارجو يروليموس               |
| 24 فبراير | مشكون، فرنسا ملعب صلب (indoor) W25 قرعة المباريات الفردية والزوجية                                              | أودري ألبي مارين بارتو 3–6، 7–6(7–3)، [12–10]               | ميريام بولغارو إستيل كاسينو               | هارموني تان فيرا لابكو                  | جاكلين كريستيان ميرتل جورج ديانا مارسنكفيتشا مارجو يروليموس               |
| 24 فبراير | آلتنكيرشن، ألمانيا Carpet (indoor) W25 قرعة المباريات الفردية والزوجية                                          | إيفا ليس 6–2، 6–4                                           | بيبيان ويجيرس                             | أرليندا روشتي سوزان بانديتشي            | ليندا فروهفيتوفا آنا زيا أندريا ميتو لورا يوانا بآر                       |
| 24 فبراير | آلتنكيرشن، ألمانيا Carpet (indoor) W25 قرعة المباريات الفردية والزوجية                                          | أندريا ميتو لورا يوانا بآر 7–5، 6–2 \| آنا بوبسكو كيارا شول |                                           | أرليندا روشتي سوزان بانديتشي            | ليندا فروهفيتوفا آنا زيا أندريا ميتو لورا يوانا بآر                       |
| 24 فبراير | موسكو، روسيا ملعب صلب (indoor) W25 قرعة المباريات الفردية والزوجية                                              | إيكاترينا كازيونوفا 6–4، 1–6، 7–6(7–5)                      | كاميلا راخيموفا                           | أناستاسيا زاخاروفا تايسيا باتشكاليفا    | يوليا هاتوكا ألينا تشاراييفا فيفيان هايسن فالنتيني جراماتيكوبولو          |
| 24 فبراير | موسكو، روسيا ملعب صلب (indoor) W25 قرعة المباريات الفردية والزوجية                                              | صوفيا لانسر كاميلا راخيموفا 6–1، 3–6، [10–6]                | ناتيلا دزالاميدزه فالنتيني جراماتيكوبولو  | أناستاسيا زاخاروفا تايسيا باتشكاليفا    | يوليا هاتوكا ألينا تشاراييفا فيفيان هايسن فالنتيني جراماتيكوبولو          |
| 24 فبراير | سندرلاند، المملكة المتحدة ملعب صلب (indoor) W25 قرعة المباريات الفردية والزوجية                                 | فيكتوريا توموفا 4–6، 6–4، 6–3                               | إيما رادوكانو                             | سامانثا موراي (تنس) كلارا تاوسون        | يانا فيت أماندين هيس بيمرا أوزجن ريتشل هوجينكامب                          |
| 24 فبراير | سندرلاند، المملكة المتحدة ملعب صلب (indoor) W25 قرعة المباريات الفردية والزوجية                                 | أليسيا بارنيت أوليفيا نيشولز 6–4، 7–6(8–6)                  | سيليا سيرفينيو رويز ماريا غوتيريز كاراسكو | سامانثا موراي (تنس) كلارا تاوسون        | يانا فيت أماندين هيس بيمرا أوزجن ريتشل هوجينكامب                          |
| 24 فبراير | رانشو سانتا في، الولايات المتحدة ملعب صلب W25 قرعة المباريات الفردية والزوجية                                   | يو إكسياودي 6–4، 7–6(7–5)                                   | ريبيكا سرامكوفا                           | يانينا ويكماير هيلي بابتيست             | جيمي لوبي ديان باري فرانسواز أبندا أولغا دانيلوفيتش                       |
| 24 فبراير | رانشو سانتا في، الولايات المتحدة ملعب صلب W25 قرعة المباريات الفردية والزوجية                                   | كايلا داي صوفيا ويتل 6–2، 5–7، [10–7]                       | يوديس تشونغ يو إكسياودي                   | يانينا ويكماير هيلي بابتيست             | جيمي لوبي ديان باري فرانسواز أبندا أولغا دانيلوفيتش                       |
| 24 فبراير | هيراكليون، اليونان ملعب ترابي W15 قرعة المباريات الفردية والزوجية                                               | داريا أستاخوفا 1–6، 6–4، 6–2                                | أرينا فاسيليسو                            | نوهيليا بوزو زانوتي أندريا روشكا        | أوانا جافريلا بولينا ليكينا فيديريكا روسي ريبيكا ماساروفا                 |
| 24 فبراير | هيراكليون، اليونان ملعب ترابي W15 قرعة المباريات الفردية والزوجية                                               | أوانا جافريلا أندريا روشكا 6–3، 4–6، [10–7]                 | مريم كولدزييوفا شانتال شكاملوفا           | نوهيليا بوزو زانوتي أندريا روشكا        | أوانا جافريلا بولينا ليكينا فيديريكا روسي ريبيكا ماساروفا                 |
| 24 فبراير | المنستير، تونس ملعب صلب W15 قرعة المباريات الفردية والزوجية                                                     | نفيسة بيربيروفيتش 6–1، 3–6، 6–3                             | أليس رامي                                 | جوليا مورليت كارول مونيت                | تايلور نغ نوا لياو فونغ جيرجانا توبالوفا جاكلين كاباي أواد                |
| 24 فبراير | المنستير، تونس ملعب صلب W15 قرعة المباريات الفردية والزوجية                                                     | ميلين هالماي أندريا بريساكارو 6–3، 6–4                      | بيتيا أرشينكوفا جيرجانا توبالوفا          | جوليا مورليت كارول مونيت                | تايلور نغ نوا لياو فونغ جيرجانا توبالوفا جاكلين كاباي أواد                |
| 24 فبراير | أنطاليا، تركيا ملعب ترابي W15 قرعة المباريات الفردية والزوجية                                                   | إليونورا مولينارو 6–2، 6–2                                  | زينب سونميز                               | هان جيانجشو إيبيك أوز                   | إليسا فانلانجندونك ماريا فرناندا هيرازو ميلاني ستوك نينا بوتوتشنك         |
| 24 فبراير | أنطاليا، تركيا ملعب ترابي W15 قرعة المباريات الفردية والزوجية                                                   | جوزال آينيتدينوفا زوزيا كاردافا 6–7(4–7)، 7–6(7–1)، [12–10] | ماريا فرناندا هيرازو يوليانا ليزارازو     | هان جيانجشو إيبيك أوز                   | إليسا فانلانجندونك ماريا فرناندا هيرازو ميلاني ستوك نينا بوتوتشنك         |

### مارس
| الأسبوع | البطولة                                                                        | الفائزات | الوصيفات                                        | المتأهلات لنصف النهائي                          | المتأهلات لربع النهائي |
| ------- | ------------------------------------------------------------------------------ | --- | ----------------------------------------------- | ----------------------------------------------- | --- |
| 2 مارس  | ميلدورا، أستراليا عشب W25 قرعة المباريات الفردية والزوجية                      | ماريانا زاكارليوك 7–6(7–2)، 6–1                                                                                  | ميساكي ماتسودا                                  | أرينا روديونوفا سارا توميتش                     | ناغي هاناتاني إيرينا رامياليسون آبي مايرز ليوني كونغ                                                                                                 |
| 2 مارس  | ميلدورا، أستراليا عشب W25 قرعة المباريات الفردية والزوجية                      | تيريزا ميهاليكوفا آبي مايرز 6–3، 6–2                                                                             | أرينا روديونوفا إرين روتليف                     | أرينا روديونوفا سارا توميتش                     | ناغي هاناتاني إيرينا رامياليسون آبي مايرز ليوني كونغ                                                                                                 |
| 2 مارس  | Keio Challenger يوكوهاما، اليابان ملعب صلب W25 قرعة المباريات الفردية والزوجية | يوريكو ليلي ميازاكي 7–5، 5–7، 6–2                                                                                | ماي هونتاما                                     | هاروكا كاجي أيوومي هيراتا                       | شيهو أكيتا مي ياماغوتشي ما ييكزين أندي دي فرومي |
| 2 مارس  | Keio Challenger يوكوهاما، اليابان ملعب صلب W25 قرعة المباريات الفردية والزوجية | روبو كاجيتاني ناهو ساتو 1–6، 6–4، [10–8]                                                                         | إيرينا هاياشي كاناكو موريساكي                   | هاروكا كاجي أيوومي هيراتا                       | شيهو أكيتا مي ياماغوتشي ما ييكزين أندي دي فرومي |
| 2 مارس  | بوتشيفستروم، جنوب أفريقيا ملعب صلب W25 قرعة المباريات الفردية والزوجية         | سامانثا موراي (تنس) 2–6، 6–2، 6–4                                                                                | مارينا ميلنيكوفا                                | كاتي دان دنيز خزانيك                            | شانيل سيموندز جوان زوغر أماندين هيس داريا ماشينا |
| 2 مارس  | بوتشيفستروم، جنوب أفريقيا ملعب صلب W25 قرعة المباريات الفردية والزوجية         | سامانثا موراي (تنس) فاني ستولار 6–1، 6–1                                                                         | بيرفو جنكيز بيج هوريجان                         | كاتي دان دنيز خزانيك                            | شانيل سيموندز جوان زوغر أماندين هيس داريا ماشينا |
| 2 مارس  | أنطاليا، تركيا ملعب ترابي W25 قرعة المباريات الفردية والزوجية                  | ميار شريف 6–4، 6–3                                                                                               | دلما جالفي                                      | أندريا لازارو غارسيا أمينة أنشبا                | فيكتوريا كان غزال عينتينوفا ديسبينا باباميتشايل جيسيكا مالتشوفا                                                                                      |
| 2 مارس  | أنطاليا، تركيا ملعب ترابي W25 قرعة المباريات الفردية والزوجية                  | ريكا لوكا جاني ميار شريف 6–7(8–10)، 6–1، [10–3]                                                                  | إيبك أوز ميليس سيزر                             | أندريا لازارو غارسيا أمينة أنشبا                | فيكتوريا كان غزال عينتينوفا ديسبينا باباميتشايل جيسيكا مالتشوفا                                                                                      |
| 2 مارس  | لاس فيغاس، الولايات المتحدة ملعب صلب W25 قرعة المباريات الفردية والزوجية       | روبن مونتغومري 2–6، 6–3، 6–4                                                                                     | يو إكسياودي                                     | ديان باري كاثرين سيبوف                          | صوفيا ويتل أليكسا جلاتش جوفانا ياكشيتش إميليانا أرانجو                                                                                               |
| 2 مارس  | لاس فيغاس، الولايات المتحدة ملعب صلب W25 قرعة المباريات الفردية والزوجية       | لورين غييرمو ميغان ماناسي 0–6، 6–2، [10–4]                                                                       | جوفانا ياكشيتش كوني بيرين                       | ديان باري كاثرين سيبوف                          | صوفيا ويتل أليكسا جلاتش جوفانا ياكشيتش إميليانا أرانجو                                                                                               |
| 2 مارس  | القاهرة، مصر ملعب صلب W15 قرعة المباريات الفردية والزوجية                      | ساندرا سمير 5–7، 7–6(9–7)، 6–2                                                                                   | زيل ديساي                                       | باربورا ماتوسوفا فاليريا يوشتشينكو              | إليسا أندريا كاميرانو كارولين روميو وانغ مييلينغ أناستاسيا زولوتاريفا                                                                                |
| 2 مارس  | القاهرة، مصر ملعب صلب W15 قرعة المباريات الفردية والزوجية                      | جاكلين كاباج أود ساندرا سمير 7–5، 6–2                                                                            | زيل ديساي ستيفانيا روغوزينسكا جزيك              | باربورا ماتوسوفا فاليريا يوشتشينكو              | إليسا أندريا كاميرانو كارولين روميو وانغ مييلينغ أناستاسيا زولوتاريفا                                                                                |
| 2 مارس  | هيراكليون، اليونان ملعب ترابي W15 قرعة المباريات الفردية والزوجية              | مريم كولودجييوفا 6–4، 6–4                                                                                        | ريبيكا ماساروفا                                 | رومي كولزر شانتال شكاملوفا                      | أندريا روغا كورينا دينتوني نويل سايدينوفا أوليكساندرا أولينيكوفا                                                                                     |
| 2 مارس  | هيراكليون، اليونان ملعب ترابي W15 قرعة المباريات الفردية والزوجية              | تمارا تشروفيتش فاني أوستلوند 6–4، 7–5                                                                            | أيوانا غاسبار إيفان ريبيكا ماساروفا             | رومي كولزر شانتال شكاملوفا                      | أندريا روغا كورينا دينتوني نويل سايدينوفا أوليكساندرا أولينيكوفا                                                                                     |
| 2 مارس  | المنستير، تونس ملعب صلب W15 قرعة المباريات الفردية والزوجية                    | نفيسة بيربيروفيتش 6–2، 6–0                                                                                       | سوزان سيليك                                     | جيني دورست مونيكا كيلناروفا                     | ناستجا كولار إيفون كافالي رييميرز نينا ستادلر أندريا بريساكريو                                                                                       |
| 2 مارس  | المنستير، تونس ملعب صلب W15 قرعة المباريات الفردية والزوجية                    | سينا هيرمان أندريا بريساكريو 1–6، 6–3، [10–4]                                                                    | إيفون كافالي رييميرز بويانا مارينكوفيتش         | جيني دورست مونيكا كيلناروفا                     | ناستجا كولار إيفون كافالي رييميرز نينا ستادلر أندريا بريساكريو                                                                                       |
| 9 مارس  | أوليمبيا، البرازيل ملعب ترابي W25 قرعة المباريات الفردية والزوجية              | |                                                 |                                                 | |
| 9 مارس  | أوليمبيا، البرازيل ملعب ترابي W25 قرعة المباريات الفردية والزوجية              | تم إلغاء جميع المنافسات بسبب جائحة فيروس كورونا                                                                  | تم إلغاء جميع المنافسات بسبب جائحة فيروس كورونا | تم إلغاء جميع المنافسات بسبب جائحة فيروس كورونا | إنغريد غامارا مارتينز أندريا لازارو غارسيا ماري بينوا باربرا غاتيكا إميليانا أرانجو بانا أودفاردي                                                    |
| 9 مارس  | القاهرة، مصر ملعب صلب W25 قرعة المباريات الفردية والزوجية                      | تم إلغاء جميع المنافسات بسبب جائحة فيروس كورونا                                                                  | تم إلغاء جميع المنافسات بسبب جائحة فيروس كورونا | تم إلغاء جميع المنافسات بسبب جائحة فيروس كورونا | جودي بوراج |
| 9 مارس  | إيرابواتو، المكسيك ملعب صلب W25+H قرعة المباريات الفردية والزوجية              | تم إلغاء جميع المنافسات بسبب جائحة فيروس كورونا                                                                  | تم إلغاء جميع المنافسات بسبب جائحة فيروس كورونا | تم إلغاء جميع المنافسات بسبب جائحة فيروس كورونا | أسترا شارما ريناتا زارازوا جوفانا ياكشيتش كريستينا كوكوفا ناديه بودوروسكا لارا أروابارينا هانا تشانغ غابرييلا تالابا                                 |
| 9 مارس  | بوتشيفستروم، جنوب أفريقيا ملعب صلب W25 قرعة المباريات الفردية والزوجية         | تم إلغاء جميع المنافسات بسبب جائحة فيروس كورونا                                                                  | تم إلغاء جميع المنافسات بسبب جائحة فيروس كورونا | تم إلغاء جميع المنافسات بسبب جائحة فيروس كورونا | شانيل سيموندز آنا زيا سفنيا أوشسنر سيمونا والترت بيج هوريغان هارموني تان كارولين روميو مارينا ميلنيكوفا                                              |
| 9 مارس  | أميان، فرنسا ملعب ترابي (داخلي) W15+H قرعة المباريات الفردية والزوجية          | تم إلغاء جميع المنافسات بسبب جائحة فيروس كورونا                                                                  | تم إلغاء جميع المنافسات بسبب جائحة فيروس كورونا | تم إلغاء جميع المنافسات بسبب جائحة فيروس كورونا | إيبك أوز ماري تيمين لوسي وارنييه آنا غابريك أليس توبيلو شينغ كينوين كاميلا روساتيلو سيلينا جانيتشيفيتش                                               |
| 9 مارس  | هيراكليون، اليونان ملعب ترابي W15 قرعة المباريات الفردية والزوجية              | تم إلغاء جميع المنافسات بسبب جائحة فيروس كورونا                                                                  | تم إلغاء جميع المنافسات بسبب جائحة فيروس كورونا | تم إلغاء جميع المنافسات بسبب جائحة فيروس كورونا | إيلينا-تيودورا كادار آنا أوكولوفا آنا كلاسين ريبيكا ماساروفا أوليكساندرا أولينيكوفا رومي كولزر دليلة سبيتيري جيسيكا بوزاس مانيرو                     |
| 9 مارس  | كانكون، المكسيك ملعب صلب W15 قرعة المباريات الفردية والزوجية                   | تم إلغاء جميع المنافسات بسبب جائحة فيروس كورونا                                                                  | تم إلغاء جميع المنافسات بسبب جائحة فيروس كورونا | تم إلغاء جميع المنافسات بسبب جائحة فيروس كورونا | أناستاسيا نيفيدوفا دومينيك شيفر |
| 9 مارس  | قازان، روسيا ملعب صلب (indoor) W15 قرعة المباريات الفردية والزوجية             | تم إلغاء جميع المنافسات بسبب جائحة فيروس كورونا                                                                  | تم إلغاء جميع المنافسات بسبب جائحة فيروس كورونا | تم إلغاء جميع المنافسات بسبب جائحة فيروس كورونا | بولينا كوديرميتوفا ماريا تكاشيفا ماريا شوشارينا بولينا بخموتكينا أناستاسيا تيخونوفا إيكاترينا كازيونوفا إيكاترينا راينغولد نيكولا بريتشكوفا          |
| 9 مارس  | المنستير، تونس ملعب صلب W15 قرعة المباريات الفردية والزوجية                    | تم إلغاء جميع المنافسات بسبب جائحة فيروس كورونا                                                                  | تم إلغاء جميع المنافسات بسبب جائحة فيروس كورونا | تم إلغاء جميع المنافسات بسبب جائحة فيروس كورونا | لو برولو إيفون كافالي ريميرس إيزابيلا كروجر نينا شتادلر تيس سونيو كارول مونيت فرانزيسكا سييدات نفيسة بيربيروفيتش                                     |
| 9 مارس  | أنطاليا، تركيا ملعب ترابي W15 قرعة المباريات الفردية والزوجية                  | تم إلغاء جميع المنافسات بسبب جائحة فيروس كورونا                                                                  | تم إلغاء جميع المنافسات بسبب جائحة فيروس كورونا | تم إلغاء جميع المنافسات بسبب جائحة فيروس كورونا | لينا جورشيسكا تايسيا باتشاليفا جولييت ستويور بولا أرياس مانخون فيكتوريا كاناباتسكايا فاليريا ستراخوفا لويزا ماير أوف دير هايد كارلوتا مارتينيز سيريذ |
| 9 مارس  | أنطاليا، تركيا ملعب ترابي W15 قرعة المباريات الفردية والزوجية                  | غير متاح / غير متاح · vs · لويزا ماير أوف دير هايد / جولييت ستويور · (لم تُلعب؛ وصل اللاعبون إلى النهائي بالتخلف) |                                                 |                                                 | لينا جورشيسكا تايسيا باتشاليفا جولييت ستويور بولا أرياس مانخون فيكتوريا كاناباتسكايا فاليريا ستراخوفا لويزا ماير أوف دير هايد كارلوتا مارتينيز سيريذ |
| 16 مارس | تم إلغاء البطولات بسبب وباء فيروس كورونا                                       | تم إلغاء البطولات بسبب وباء فيروس كورونا                                                                         | تم إلغاء البطولات بسبب وباء فيروس كورونا        | تم إلغاء البطولات بسبب وباء فيروس كورونا        | تم إلغاء البطولات بسبب وباء فيروس كورونا |
| 23 مارس | تم إلغاء البطولات بسبب وباء فيروس كورونا                                       | تم إلغاء البطولات بسبب وباء فيروس كورونا                                                                         | تم إلغاء البطولات بسبب وباء فيروس كورونا        | تم إلغاء البطولات بسبب وباء فيروس كورونا        | تم إلغاء البطولات بسبب وباء فيروس كورونا |
| 30 مارس | تم إلغاء البطولات بسبب وباء فيروس كورونا                                       | تم إلغاء البطولات بسبب وباء فيروس كورونا                                                                         | تم إلغاء البطولات بسبب وباء فيروس كورونا        | تم إلغاء البطولات بسبب وباء فيروس كورونا        | تم إلغاء البطولات بسبب وباء فيروس كورونا |

## الروابط الخارجية
- "10،600 لاعبة، 1135 حدثًا: جولة الاتحاد الدولي لكرة المضرب العالمية للسيدات لعام 2023 بالأرقام". الاتحاد الدولي لكرة المضرب. مؤرشف من الأصل في 2025-05-16. اطلع عليه بتاريخ 2024-01-02.
- "أجندة جولة الاتحاد الدولي لكرة المضرب العالمية للسيدات". الاتحاد الدولي لكرة المضرب. مؤرشف من الأصل في 2024-10-07. اطلع عليه بتاريخ 2024-01-02.
- الاتحاد الدولي لكرة المضرب